# Ветухів Олексій Васильович
Олекса Ве́тухів (також Вєтухів; 15 (27) березня 1867, за ін. даними — 1869, Тернова, Харківська область — 1941, Харків) — український мовознавець, етнограф. Батько М. Ветухіва і А. Таранець-Ветухової.
Член Харківського історико-філологічного товариства, Потебнянського комітету.

## Біографія
Народився у передмісті Харкова. 
Закінчив Харківський університет, де навчався у О. Потебні. 
Досліджував говірки Слобожанщини. Популяризував наукові принципи О. Потебні. Одержав премію РАН за 2-томну наукову роботу «Заговоры, заклинанія, обереги и другіе виды народного врачеванія, основанные на вѣрѣ въ силу слова» // «Русский филологический вестник», 1902–1907.
У 1920-х  — професор Харківського ІНО, керівник етнографічно-краєзнавчої секції науково-дослідної кафедри історії української культури. Зокрема, 1928 року був викладачем етнографії у мовознавця Юрія Шереха, який залишив про викладача колоритний спогад: 
| ... Він був уже старий, і враження було таке, що він не завжди здавав собі справу в тому, що діється навколо нього, і часто забував, про що він уже говорив. Він розподілив доповіді, переважно за збіркою «Украинский народ в его прошлом и настоящем», а сам найбільше говорив про те, як добре знати свою околицю... Лекції його були безсистемні, а часто і беззмістовні, етнографії ми від нього не навчилися ані на копійку, але що лишило сильне враження - це був його будиночок на Лермонтівській вулиці, де місто кінчалося й починалися поля. Він радо приймав там студентів, позичаючи їм книжки для доповідей. ...А що найбільше вражало відвідувачів - це величезна кількість ікон у кутах кімнат, лямпадки перед ними. Ікони в золотих і срібних ризах. Ікони починалися просто від низької стелі і йшли мало не до підлоги. На той час у місті це вже було щось надзвичайне, а надто в мешканні викладача університету. І говорив старий Вєтухів не тогочасною літературною мовою, а так, як селяни Слобожанщини... |

## Праці
Праці «Говір слободи Бахмутівки Старобільського повіту Харківської губернії» (1893), «Говір слободи Олексіївки Старобільського повіту Харківської губернії» (1894), «О. О. Потебня. 29 жовтня 1891 р.» (1896), «Година (Етимологічна нотатка)» (1914) та ін.
Автор книги «Замовляння, заклинання, обереги та інші види народного лікування, засновані на вірі в силу слова» (т. 1—2, 1902—1907), ряду шкільних підручників.
- Народные колыбельные песни. Москва, 1892;
- Говоръ слободы Алексѣевки Старобѣльскаго уѣзда Харьковской губернии // Рус. филол. вестникъ. 1894. Т. 31;
- Язык, поэзия и наука. Х., 1894;
- А. А. Потебня: 29 нояб. 1891 г. Варшава, 1898; Жизнь слова: (Основы теории словесности для школы и самообразования). Х., 1910;
- Прошлое родного языка и основы строения слова и речи. Х., 1913;
- Година (Этимологическая замѣтка) // Изв. Отдела рус. языка и словестности Император. АН. 1914. Т. 19, кн. 4;
- Потебнианство // Родной язык в школе. 1923. Кн. 1, 2;
- Життя слова (Основа теорії поетики): Для вчителів та самоосвіти. Х., 1925; З Архіву «Потебнянського Комітету» (Уривки листування з Потебнею, що стосуються до українського правопису) // Зап. істор.-філологічного відділу УАН. 1927. Кн. 13—14.